# Cecilia Villar
Cecilia Villa (ur. 22 stycznia 1982) – meksykańska lekkoatletka, tyczkarka.

## Osiągnięcia
- złoty medal młodzieżowych mistrzostw NACAC (Sherbrooke 2004)[1]
- srebro mistrzostw NACAC (San Salvador 2007)[2]
- czterokrotna mistrzyni Meksyku (2004[3], 2008, 2010 i 2012)

## Rekordy życiowe
- Skok o tyczce – 3,96 (2011)